# لانه‌آویز دم‌زرد سیاه
لانه‌آویز دم‌زرد سیاه (نام علمی: Psarocolius guatimozinus) نام یک گونه از سرده لانه‌آویز دم‌زرد است.